# Општина Пилу
Пилу (рум. Pilu) општина је у Румунији у округу Арад.
Oпштина се налази на надморској висини од 86 m.